# Guillaume Guérin (avocat)
Ne doit pas être confondu avec Guillaume Guérin.
Pour les articles homonymes, voir Guérin.
Guillaume Guérin, mort exécuté le 20 avril 1554, est un avocat général au parlement de Provence. 

## Biographie

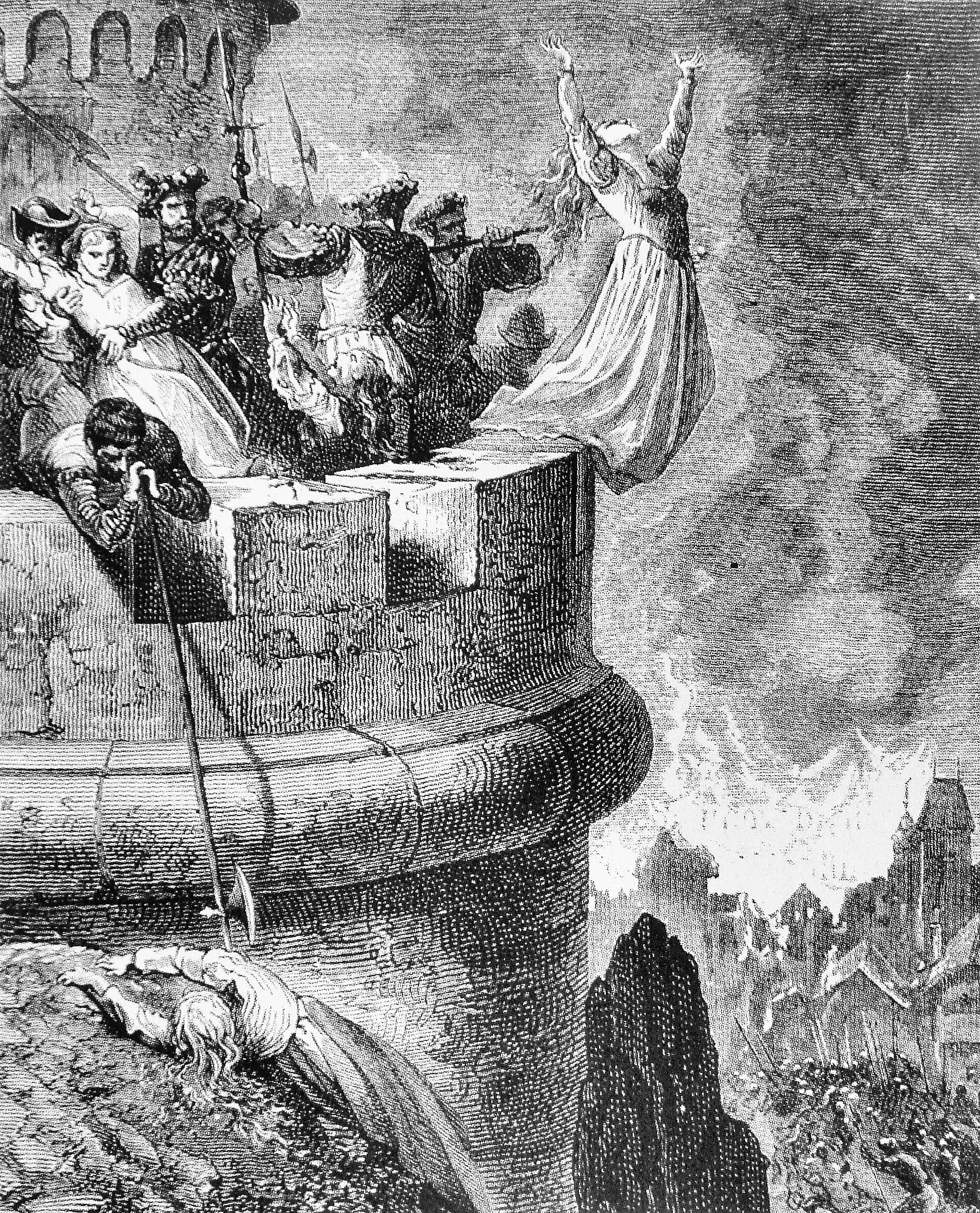
Le massacre de Mérindol

Guillaume Guérin est connu par la barbarie avec laquelle il fait exécuter en 1545 l’arrêt d’extermination rendu contre les Vaudois de Cabrières et de Mérindol. 
Les seigneurs des villages saccagés le poursuivirent ensuite devant le parlement de Paris mais il est condamné, non pas pour ces actes mais pour fausseté, calomnies et prévarications, puis exécuté en 1554.